# توم وجيري: مهمة جاسوس
توم وجيري: مهمة جاسوس (بالإنجليزية: Tom and Jerry:spy Quest)‏ هو فيلم رسوم متحركة أمريكي تم إنتاجه في عام 2015، وهو فيلم أكشن كوميدي مباشر من إنتاج شركة وارنر براذرز أنيميشن على الرغم من أن الفيلم مخصص لسلسلة توم وجيري، إلا أنه عبارة عن تقاطع بين توم وجيري وجوني كويست للمخرج هانا باربيرا وكان بمثابة تكملة مباشرة لسلسلة 1964 الأصلية، وهو أيضًا أول إدخال لجوني كويست يتم إنتاجه دون مساعدة ويليام هانا وجوزيف باربيرااللذين توفيا في عامي 2001 و2006 على التوالي، تم إصداره رقميًا في الأصل في 9 يونيو 2015، متبوعًا بإصدار دي في دي في 23 يونيو 2015، في هذا الفيلم يشارك الممثل الصوتي الأصلي لجوني كويست، تيم ماثيسون

## الإستقبال
تلقى الفيلم تقييمات إيجابية مع الثناء على روح الدعابة فيه ووصفه العديد من النقاد بأنه تحسن بالنسبة للأفلام السابقة.

## وصلات خارجية
- توم وجيري: مهمة جاسوس على موقع IMDb (الإنجليزية)
- توم وجيري: مهمة جاسوس على موقع روتن توميتوز (الإنجليزية)
- توم وجيري: مهمة جاسوس على موقع ألو سيني (الفرنسية)
- توم وجيري: مهمة جاسوس على موقع أول موفي (الإنجليزية)
- توم وجيري: مهمة جاسوس على موقع فيلمافينيتي (الإسبانية)
- توم وجيري: مهمة جاسوس على موقع قاعدة بيانات الأفلام السويدية (السويدية)
- توم وجيري: مهمة جاسوس على موقع قاعدة بيانات الفيلم (الإنجليزية)
- توم وجيري: مهمة جاسوس على موقع ليتربوكسد (الإنجليزية)
- توم وجيري: مهمة جاسوس على موقع كينوبويسك (الروسية)